# سارایسینو
سارایسینو (انگلیسی: Saraysino) یک شهرک در شهرستان استرلیباشفسکی استان باشقیرستان کشور روسیه است.